# Р̌
Cette page contient des caractères spéciaux ou non latins. S’ils s’affichent mal (▯, ?, etc.), consultez la page d’aide Unicode.
Ne doit pas être confondu avec P̌ (la lettre latine P caron).
Р̌ (minuscule : р̌), appelée er caron, est une lettre additionnelle cyrillique utilisée dans l’écriture du nivkhe. Il s’agit de la lettre Р diacritée d'un caron.

## Utilisation
La lettre cyrillique er caron ‹ р̌ › a été utilisée dans l’écriture du polonais, après la défaite de l’Insurrection de Janvier 1863 et l’interdiction de publier avec les lettres latines dans les documents officiels de 1864 à 1904.
L’adaptation de l’écriture civile a utilisé ‹ р̌ › comme équivalent au digramme latin ‹ rz ›.

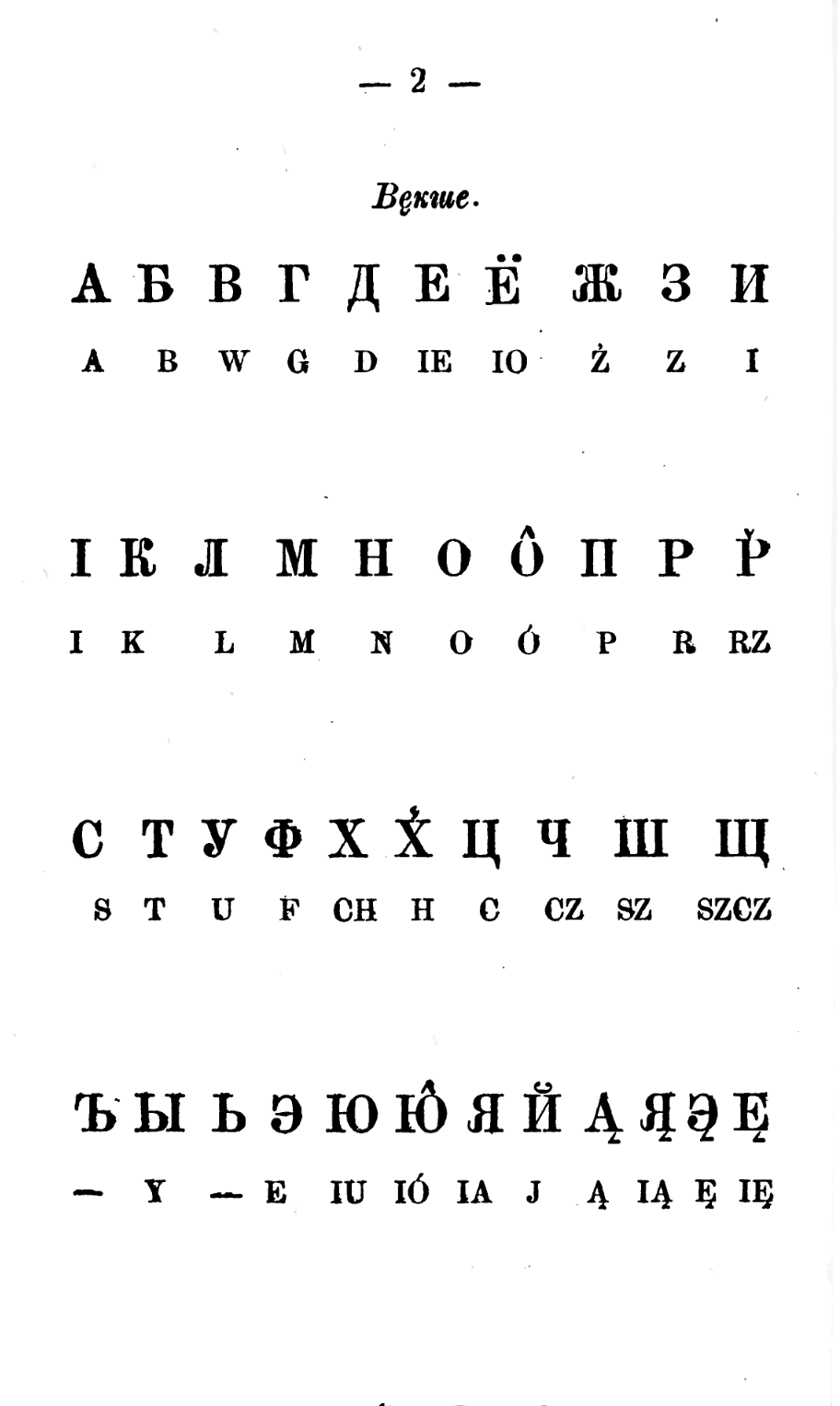
Alphabet polonais cyrillique en 1865.

## Représentations informatiques
Le Р caron peut être représenté avec les caractères Unicode suivants (cyrillique, diacritiques) :
| formes    | représentations | chaînes de caractères | points de code | descriptions                                     |
| --------- | --------------- | --------------------- | -------------- | ------------------------------------------------ |
| capitale  | Р̌               | Р◌̌                    | U+0420 U+030C  | lettre majuscule cyrillique er diacritique caron |
| minuscule | р̌               | р◌̌                    | U+0440 U+030C  | lettre minuscule cyrillique er diacritique caron |